# Kompostblomfluga
Kompostblomfluga (Syritta pipiens) är en art i insektsordningen tvåvingar som tillhör familjen blomflugor.

## Kännetecken
Kompostblomflugan är en liten långsmal blomfluga som blir mellan 7 och 9 millimeter lång. Baklåren är karakteristiskt uppsvällda och huvudet är stort med stora ögon, speciellt hos hanen, och är ungefär lika långt som brett. Ryggskölden är svart och bakkroppen är svart med gula parfläckar på tergiterna två och tre. De uppsvällda baklåren har taggar på undersidan. Utseendet är så speciellt att det inte finns någon annan art i Sverige som den kan förväxlas med. 

## Levnadssätt
Kompostblomflugan påträffas överallt där det finns organiskt material under nedbrytning. 
Hanen hävdar revir i närheten av blommor. Larverna lever på mikroorganismer i fuktigt organiskt material, till exempel komposter och kospillning. De vuxna flugorna kan ses på många olika blommor. Flygtiden varar i Sverige från början av maj till början av oktober.

## Utbredning
Kompostblomflugan är vanlig i hela Norden. Den har en världsvid utbredning och finns i alla världsdelar utom Antarktis.

## Etymologi
Pipiens betyder pipande på latin. Förmodligen syftande på att flugorna har ett pipande ljud.